# Hieroglyphodes
Hieroglyphodes is een geslacht van rechtvleugeligen uit de familie veldsprinkhanen (Acrididae). De wetenschappelijke naam van dit geslacht is voor het eerst geldig gepubliceerd in 1922 door Uvarov.

## Soorten
Het geslacht Hieroglyphodes omvat de volgende soorten:
- Hieroglyphodes assamensis Uvarov, 1922
- Hieroglyphodes occidentalis Roy, 1961